# Jesün Temür
Jesün Temür (mongolsky Есөн Төмөр, čínsky pchin-jinem Shuòdébālá, znaky 也孙铁木儿, 28. listopadu 1293 – 15. srpna 1328), byl od roku 1323 císařem říše Jüan a velikým chánem mongolské říše. Vlády se chopil po zavraždění velikého chána a císaře Šidebaly,

## Mládí
Jesün Temür se narodil v Mongolsku roku 1293 Jeho otcem byl Gammala, nejstarší syn Činkima, syna zakladatele říše Jüan Chubilaje. Činkim se stal následníkem, ale zemřel za života svého otce, roku 1286. Gammala získal vysoký titul knížete z Ťin a velká panství v Mongolsku, ale Chubilajovým nástupcem se stal třetí Činkimův syn Temür. Po něm vládli potomci druhého Činkimova syna Darmabaly Chajsan, Ajurbarwada a Šidebala.
Zatím Gammala žil v Mongolsku. Roku 1302 zemřel a jeho postavení zdědil Jesün Temür. Ten spravoval svá panství, značnou část východního Mongolska, přičemž disponoval značnými ozbrojenými silami. Postupně se stal jedním z nejrespektovanějších příslušníků Čingisova rodu a nesporným vůdcem knížat žijících v mongolských stepích.

## Vláda
Dne 4. září 1323 byl veliký chán Mongolské říše a císař říše Jüan Šidebala zavražděn skupinou spiklenců v čele s Tegšim, který stál v čele kontrolního úřadu, a Esen Temürem. Skupinu tvořili bývalí stoupenci císařovny Targi a ministra Temüdera (oba dva zemřeli na podzim 1322), císařem postupně odstraňovaní ode dvora. Jesün Temür vzhledem ke svému původu – jeho matka pocházela z téhož chongiratského rodu jako Targi – byl přirozeným spojencem spiklenců. Přestože pravděpodobně nepatřil k jádru skupiny, byl zřejmě o jejích plánech informován. Jeho přední úředník Dawlat Šáh udržoval se spiklenci těsný kontakt. Poté, co Jesün Temür od vrahů dostal císařskou pečeť, nechal se 4. října 1323 v Mongolsku, na březích Kerulenu, prohlásit velikým chánem a císařem. Nástup na trůn odůvodnil tím, že byl nejstarší z vnuků Činkima a souhlasem přítoných mongolských knížat a hodnostářů. Vzápětí jmenoval Esen Temüra velkým poradcem zprava (titul hlavy vlády) a Tegšiho do čela výboru pro vojenské záležitosti.
Spojenectví císaře s Tegšiho skupinou však nevydrželo. Dřívější Šidebalovi stoupenci v čele s Číňanem Čang Kuejem vyzvali Jesün Temüra k převzetí vlády v metropoli a potrestání vrahů. Císař usoudil, že podpora vrahů je nadále neúnosná, vyslal vojenské oddíly do obou hlavních měst – Ta-tu i Šang-tu – a rozkázal zatknout a popravit účastníky spiknutí proti Šidebalovi. Knížata podporující spiklence byla odeslána do vzdálených provincií, např. Jün-nanu nebo Chaj-nanu.
První rok vlády Jesün Temüra vypuklo zemětřesení, záplavy a epidemie. Čínští úředníci je interpretovali jako hněv nebes a vyzývali císaře aby je usmířil úplnou likvidací stoupenců Tegšiho a Temüdera. Také odsoudili extravagantní výdaje dvořanů, když nakupovali dovážené drahé kameny za několikanásobek běžné ceny, zatímco chudáci hladověli. Císař nedal na jejich rady, naopak vyhlásil amnestii a konfiskovaný majetek již dříve popravených osob navrátil jejich rodinám.
Po nástupu na trůn Jesün Temür důležité pozice ve vládě obsadil věrnými stoupenci, které si přivedl z Mongolska, vesměs muslimy a Mongoly. V čele vlády, ve funkci hlavních poradců zprava ústředního sekretariátu, stáli Kumejdžil a poté Tas Temür; Dawlat Šáh sloužil v sekretariátu, poté vedl kontrolní úřad a nakonec se stal hlavním poradcem zleva v sekretariátu; Andaču vedl výbor pro vojenské záležitosti.

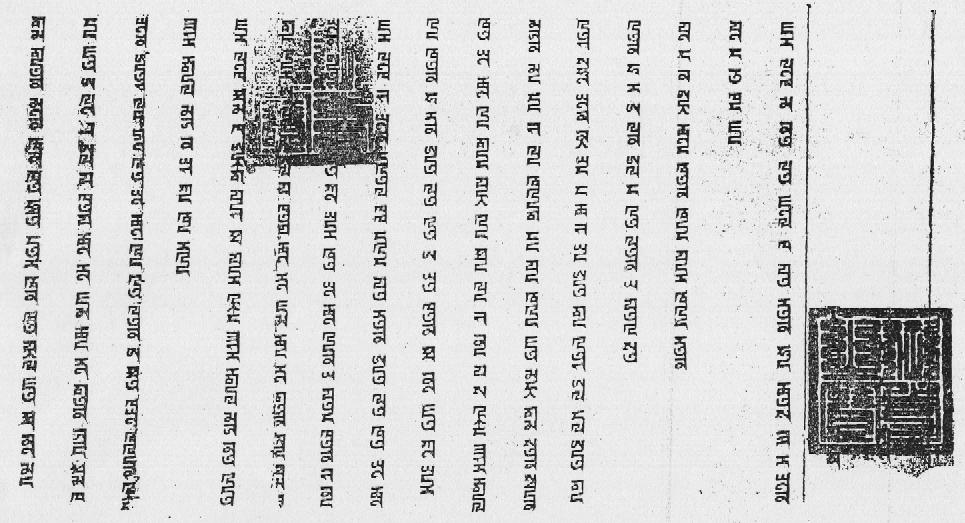
Jesün Temürův edikt

Kromě Dawlat Šáha zaujímali vysoké vládní posty i další muslimové – Ubajdulláh a Bajančar v sekretariátu; Mahmúd Šáh a Hasan Chodža ve výboru pro vojenské záležitosti. V kontrastu k silné přítomnosti muslimů byl vliv Číňanů mezi vládními špičkami malý, nejmenší za dobu existence říše Jüan. Významnější byl pouze Čang Kuej a i ten byl roku 1325 odsunut do akademie Chan-lin.
Nicméně se snažil získat podporu všech politicky významných skupin, celkový ráz jeho politiky byl proto spíše smířlivý. Číňanům se od počátku své vlády představoval jako panovník respektující konfuciánské tradice. Rehabilitoval oběti čistek předchozích vlád. Z přízně císaře se těšila knížata, získávající příjmy a tituly v míře výrazně větší než za Šidebaly. Normalizoval vztahy i s Chajsanovými syny, dosud žijícími ve vyhnanství nebo exilu.
Mezi náboženskými směry se největší podpoře těšili z politických důvodů muslimové a konfuciáni, Jako výraz své osobní víry císař utrácel značné částky na buddhistické chrámy a uděloval buddhistům výsady a privilegia. Z politických důvodů podporoval i konfuciánství a islám. Zejména muslimové těžili z vládní podpory. Během panování Jesün Temüra byly zisky muslimských obchodníků větší než kdykoliv předtím.

## Smrt, nástupce
Zemřel náhle 15. srpna 1328 v Šang-tu. Vládu uchopili do svých rukou vdova Babuchan a Dawlat Šáh. Ti dosadili za císaře Ragibaga, osmiletého syna Jesün Temüra. Byli však téhož roku v listopadu svrženi povstáním, které vyneslo na trůn Chajsanova syna Tug Temüra.